# Hold the Line
«Hold the Line» (en español: «Mantén la línea») es una canción de la banda de rock Toto, incluida en su álbum debut Toto, de 1978. Fue el primer éxito de la banda y llegó al top diez en varios países, vendiendo más de dos millones de copias en los Estados Unidos, y alcanzando el quinto puesto en Billboard Hot 100. Fue compuesta por el teclista David Paich, y cantada por Bobby Kimball.
El tema también fue relanzado en el disco Past To Present 1977-1990. Esta canción fue incluida en la banda sonora del videojuego Grand Theft Auto: San Andreas.
El grupo Ankhara realizó una versión llamada Mantente Firme publicada en el álbum Sombras del pasado (2003).

## Lista de canciones

### Sencillo 7" (Europa)[4]
A "Hold The Line" (Paich) - 3:29
B "Takin' It Back" (S. Porcaro) - 3:44

### Sencillo 7" (España)[5]
A "Hold The Line" (Paich) - 3:56
B "Takin' It Back" (S. Porcaro) - 3:46

## Posicionamiento en listas
| Chart (1978–1979)                     | Máxima posición |
| ------------------------------------- | --------------- |
| Alemania (Offizielle Deutsche Charts) | 23              |
| Australia (Kent Music Report)         | 8               |
| Canadá (RPM Top Singles)              | 5               |
| Estados Unidos (Billboard Hot 100)    | 5               |
| Estados Unidos Cash Box Top 100       | 5               |
| Irlanda (IRMA)                        | 24              |
| Nueva Zelanda (Recorded Music NZ)     | 11              |
| Países Bajos (Mega Single Top 100)    | 19              |
| Reino Unido (UK Singles Chart)        | 14              |
| Sudáfrica (Springbok Radio)           | 1               |
| Suecia (Sverigetopplistan)            | 3               |

## Otras versiones
- En 1979, Millie Jackson incluyó una versión de la canción en su álbum Live & Uncensored, grabado en vivo en el Roxy de Los Ángeles.
- En 1979, Joe's Garage de Frank Zappa presentó un instrumental llamado "Toad-O Line", basado en la melodía del coro de la canción (hay un juego de palabras en el título "Hold the line / Toad-O Line").[17]
- En 1981, el cantante serbio de origen bosnio Zdravko Čolić lanzó una versión de esta canción en idioma serbio, con la letra "Oktobar je, počinje sezona kiša" ("Estamos en octubre, comienza la temporada de lluvias").
- La banda belga de blues Blue Blot hizo una versión de la canción en su álbum Where Do We Go.[18]
- En 2018, la banda alemana de metal Bonfire hizo una versión de la canción en el álbum Legends.[19]
- La banda británica de heavy metal Saxon versionó la canción en su álbum de covers de 2021 Inspirations.[20]
- La canción se escucha en la película de acción titulada LOU producida por Netflix en 2022.[21]